# Trump Tower
Der Trump Tower ist ein Wolkenkratzer mit 58 Etagen an der Fifth Avenue, Ecke 56th Street im Stadtbezirk Manhattan in New York City. Das Wohn- und Bürogebäude wurde nach Plänen des Architekten Der Scutt im Auftrag von Donald Trump gebaut und im Jahr 1983 fertiggestellt. Es wird  von der Trump Organization gemietet, ist 202,4 Meter hoch und hat eine Fassade, die in einem braunen Bronzeton gehalten ist. Eigentümer ist  die GMAC Commercial Mortgage.

## Entstehungsgeschichte

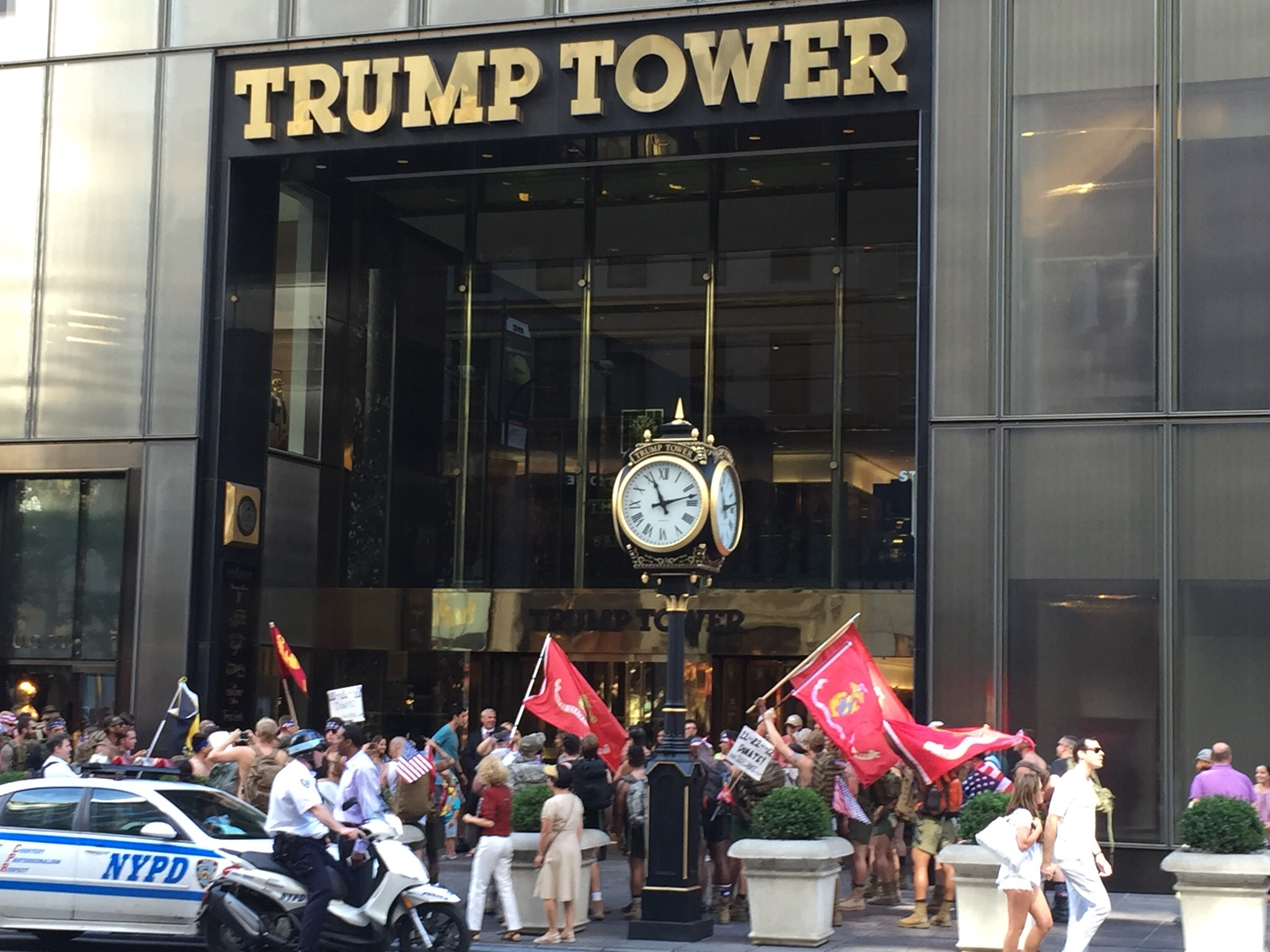
Eingang zum Trump Tower im August 2015

Der Trump Tower ist das erste Hochhaus, das Donald Trump errichten ließ, nachdem er 1971 die Firmenleitung übernommen hatte. Zuvor hatte er bereits für den Hotelkonzern Hyatt das Hyatt Grand Central New York realisiert, das 1980 eröffnet wurde.
Es wurde auf der Stelle eines alten, nicht mehr rentablen Kaufhauses errichtet. Das Grundstück erwarb Trump von der Versicherungsgesellschaft Equitable gegen eine 50-prozentige Beteiligung an dem Bauprojekt. Um trotz der geltenden Einschränkungen einen Wolkenkratzer bauen zu können, nutzte er mehrere Sonderregelungen. Dazu gehörte, dass er der Juwelierkette Tiffany & Co., deren Hauptgeschäft sich neben Trumps Grundstück befindet, das Recht abkaufte, in die Höhe zu bauen. Außerdem nahm er einen Bonus für Gebäude mit gemischter Nutzung für Büros, Läden und Wohnungen in Anspruch, und schließlich erhielt er die Genehmigung für weitere Stockwerke, indem er ein öffentlich zugängliches Atrium einplante. Von den beantragten 63 Stockwerken wurden zwar nur 58 genehmigt, aber Trump übersprang bei der Nummerierung einige Stockwerke und kam so auf 68.
Vor dem Abriss des alten Kaufhauses wandte sich eine Kuratorin des Metropolitan Museum of Art an Trump und schlug vor, dass er die beliebten Skulpturen an der Fassade des Gebäudes gegen eine von der Steuer absetzbare Spendenquittung über mehr als 200.000 Dollar dem Museum überlassen könnte. Trump bezeichnete dies als eine großartige Idee. Doch dann ließ er die Skulpturen mit Drucklufthämmern zerstören, womit er ein sehr negatives Echo in der Presse auslöste.
Aufgrund der baulichen Situation konnten beim Abriss des alten Gebäudes keine Abrissbirnen und kein Dynamit eingesetzt werden, und die Arbeit mit Drucklufthämmern und Schneidbrennern gestaltete sich sehr aufwändig. Für diese Arbeiten setzte Trump im Frühjahr und Sommer 1980 Hunderte illegaler polnischer Einwanderer ein, die ohne Schutzhelme sieben Tage in der Woche 12 bis 18 Stunden am Tag arbeiten mussten und dafür sehr schlecht und vielfach gar nicht bezahlt wurden. Wer sich beschwerte, wurde mit der Abschiebung bedroht. Schließlich schaltete sich eine Gewerkschaft ein, und es folgte ein Rechtsstreit, der sich bis 1999 hinzog und mit einem Vergleich endete.
Auch bei der Errichtung seines Towers legte Trump größten Wert auf einen schnellen Fortschritt. Die Arbeiter waren an sechs Tagen in der Woche von frühmorgens bis in die Nacht hinein eingespannt. Außerdem ließ Trump sich – was in diesen Jahren im New Yorker Baugewerbe allerdings nicht ungewöhnlich war – mit dem „Concrete Club“ ein, einem Kartell von der Mafia kontrollierter Gewerkschaften und Betriebe, die im Beton-Gewerbe über Absprachen die Preise hochtrieben und nicht willfährige Bauunternehmer bestreikten. So kaufte Trump den Beton bei einer Firma, die „Fat Tony“ Salerno von der Genovese-Familie und „Big Paul“ Castellano von der Gambino-Familie gehörte. Auch mit John Cody, dessen New Yorker Teamsters-Gewerkschaft den Zement-Transport kontrollierte, arrangierte er sich. Als 1982 das Baugewerbe in der Stadt durch Streiks weitgehend lahmgelegt wurde, blieb der Trump Tower davon unbehelligt. Codys Geliebte Verina Hixon erwarb einen Komplex von sechs zusammengelegten Wohnungen direkt unter Trumps dreistöckigem Penthouse. Dieser wurde auf Trumps Kosten sehr luxuriös ausgebaut, womit über sechs Monate hin täglich 30 bis 50 Arbeiter beschäftigt waren. Als Trump einmal einem von Hixons Wünschen nicht nachkam, rief diese Cody an, woraufhin die Belieferung der Baustelle solange unterbrochen wurde, bis die Arbeiten an Hixons Wohnkomplex fortgesetzt wurden.
Der Trump Tower war eines der ersten großen Bauprojekte in der Stadt, das von einer Frau, Barbara Res, geleitet wurde. Für die Innenraumgestaltung war Trumps damalige Ehefrau Ivana verantwortlich. Eine weitere wichtige Mitarbeiterin war in diesen Jahren Louise Sunshine, die dem jungen Unternehmer viele Türen öffnete. Die Kontakte zur Mafia vermittelte sein Anwalt Roy Cohn, der schon Mafiosi wie Salerno vertreten hatte und mit Cody befreundet war.

## Beschreibung und Nutzung

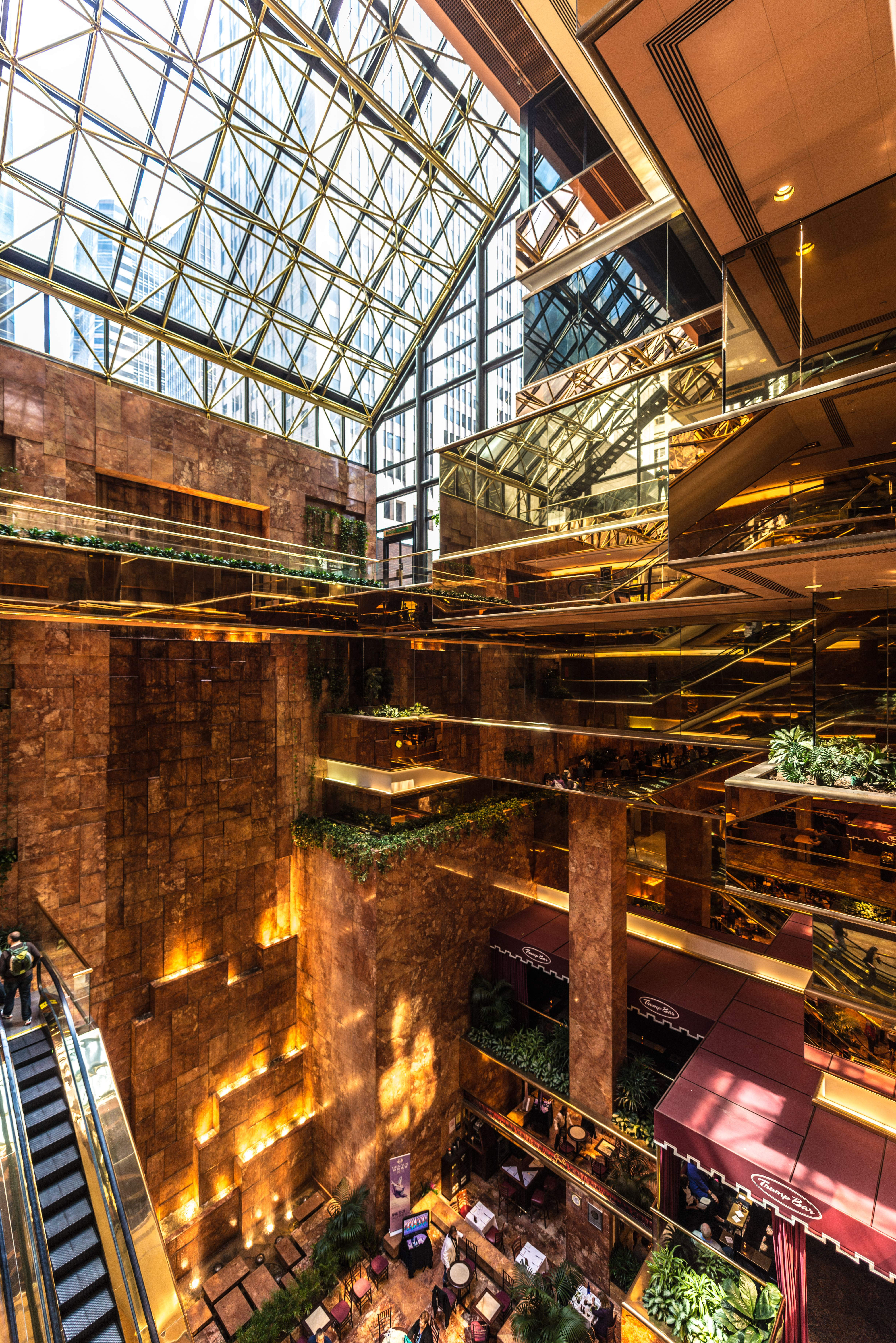
Das Atrium, in dem auch zahlreiche Geschäfte untergebracht sind

Das Atrium erstreckt sich über fünf Stockwerke und ist in rosa Marmor und Gold gehalten. Darin befinden sich exklusive Geschäfte und Cafés sowie Spiegel und ein 18 Meter hoher Wasserfall. Darüber befinden sich 11 Stockwerke mit Büros; 38 Stockwerke beherbergen luxuriöse Wohnungen mit spektakulären Ausblicken auf Manhattan. Die obersten drei Etagen werden von der Familie Trump als Wohnsitz genutzt.
Laut Trumps Beschreibung besteht der Tower aus 68 Stockwerken. Dies entspricht allerdings nur der Nummerierung im Tower, da die Stockwerke 6 bis 13 ausgelassen wurden. In den amtlichen Dokumenten des Council on Tall Buildings and Urban Habitat (CTBUH) wird der Tower mit 58 Stockwerken geführt. Als Argument für die Differenz verweist die Trump Organization auf die zehn standardmäßigen Stockwerken entsprechende Innenraumhöhe des Atriums. Vergleichbare Zählweisen für die Stockwerke von Hochhäusern werden bereits seit längerer Zeit auch von anderen Immobilienentwicklern in New York und anderen US-amerikanischen Großstädten wie Chicago verwendet.
Forbes berichtet, dass Trump für dieses Objekt 2012 einen neuen Kredit von 100 Millionen Dollar aufgenommen habe; der Kredit werde 2022 fällig.